# Marie-Andrée Lessard
Marie-Andrée Lessard (* 6. Dezember 1977 in Guatemala-Stadt) ist eine kanadische Beachvolleyballspielerin guatemaltekischer Herkunft.

## Karriere
Lessard absolvierte ihr erstes internationales Turnier 1999 bei den Toronto Open mit Christy Goodfellow. Im folgenden Jahr bildete sie ein Duo mit Nancy Gougeon, das beim ersten Grand Slam in Chicago auf den 41. Platz kam. Bei der Weltmeisterschaft 2001 in Rom setzten sich Lessard/Gougeon in der Vorrunde gegen ihre Landsleute ihre Landsleute Boileau/Morin und die Österreicherinnen Swoboda/Mellitzer durch, bevor sie sich im Tiebreak des ersten K.-o.-Spiels dem griechischen Duo Sfyri/Karadassiou geschlagen geben mussten. 2002 folgten weitere Open-Turniere und Grand Slams mit zwei 17. Plätzen als beste Ergebnisse.
Beim letzten Open-Turnier des Jahres in Vitória bildete Lessard ein neues Duo mit Sarah Dawn Maxwell, mit der sie 2001 in Fortaleza schon einmal für ein Turnier angetreten war. 2003 schafften Lessard/Maxwell ihre besten Ergebnisse beim Grand Slam in Berlin (Rang 17) und den Osaka Open (Rang 25). Ähnliche Ergebnisse erzielten sie am Ende des Jahres 2004, in dem sie außerdem das Challenger-Turnier in Cagliari gewannen. 2005 erreichten sie in Mailand erstmals die Top Ten eines Open-Turniers. Bei der anschließenden WM in Berlin waren nach dem Auftaktsieg gegen Hu/Zhang die ebenfalls aus China stammenden Bronzemedaillengewinner Tian Jia / Wang Fei zu stark für die Kanadierinnen, die jedoch auf der Verliererseite noch in die dritte Runde kamen und nach der Niederlage gegen das Schweizer Duo Kuhn/Schwer den 17. Rang belegten. Vor heimischem Publikum in Montreal gelang Lessard/Maxwell mit dem siebten Platz das beste Open-Ergebnis der gemeinsamen Karriere. Im gleichen Jahr wurden sie erstmals kanadischer Meister.
2006 erzielten sie ihre beste internationale Platzierung ebenfalls in Montreal. Bei den Espinho Open 2007 wurden die beiden Kanadierinnen Neunte. Die WM in Gstaad verlief weniger erfolgreich. Hinter drei punktgleichen Teams mussten sich Lessard/Maxwell mit drei Niederlagen in der Vorrunde verabschieden. In der nationalen Meisterschaft gewannen sie in diesem Jahr wieder den Titel. 2008 kamen sie bei den internationalen Turnieren nicht mehr über den 25. Platz hinaus.
In Guarujá hatte Lessard 2008 ihren ersten Auftritt mit ihrer letzten Partnerin Annie Martin. Lessard/Martin wurden Fünfte in Dubai und Neunte in Sanya. Bei der WM 2009 kamen sie als Gruppendritte in die K.-o.-Runde und scheiterten in drei Sätzen am US-Duo Turner/Akers. 2009 und 2010 gelangen ihnen noch mehrere neunte Plätze. Außerdem konnte Lessard 2009 zum dritten Mal die nationale Meisterschaft gewinnen. 2011 erreichten Lessard/Martin unter anderem den 13. Rang in Mysłowice. Bei der WM in Rom trafen sie in der Vorrunde auf ein brasilianisches Duo und die Deutschen Holtwick/Semmler und Brink-Abeler/Grün, wobei ihnen insgesamt nur ein Satzgewinn gelang.
2012 qualifizierten sich Lessard/Martin für die Olympischen Spiele in London. Dort erreichten sie in jedem Vorrundenspiel den Tiebreak, konnten aber keines der drei Spiele für sich entscheiden. Nach dem Turnier beendeten die beiden Kanadierinnen gemeinsam ihre sportliche Laufbahn. Lessard erreichte damit die längste Karriere im kanadischen Beachvolleyball.